# Церква святого архістратига Михаїла (Чистилів)
Церква святого архістратига Михаїла в Чистилові — парафія і храм греко-католицької громади Великоглибочанського деканату Тернопільсько-Зборівської архієпархії Української греко-католицької церкви в селі Чистилів Тернопільського району Тернопільської области.

## Історія церкви
Перша дерев'яна церква на честь святого Архистратига Михаїла була освячена 6 травня 1755 року, але згоріла навесні 1820 року. У 1821 році парафіяни купили нову дерев'яну церкву в с. Чернихів. У 1906 році вона була оновлена, розписана, до неї добудували ґанок, а також вона звільнилася від патронату графа Коритовського. У 1962 році церкву закрила державна влада.
З 1755 по 1947 роки храм належав УГКЦ, а з 1947 по 1962 роки перебував у складі московського православ’я. У 1982 році невідомі знищили будівлю, а вціліле майно передали в сусіднє село Плотича та Почаївський музей.
У ніч з 31 січня на 1 лютого 1986 року комуністична влада підпалила церкву, і вона згоріла дощенту. 20 квітня 1989 року заклали перший камінь під фундамент теперішньої церкви, яку будували всім селом. Храм святого Архистратига Михаїла освятив 30 грудня 1990 року на той час отець-митрат Василій Семенюк.
У 2007 році на парафії відбулася свята місія, яку проводили отці Редемптористи. 27 січня 2008 року єпископську візитацію здійснив владика Василій Семенюк. При парафії діють спільнота «Матері в молитві» та Вівтарна дружина. У власності громади є парафіяльний будинок на церковному подвір’ї.

## Парохи
- о. Теодор Левицький,
- о. Іван Волинський,
- о. Амвросій Крушельницький (1878—1902),
- о. Іван Колянковський (1903—1937),
- о. Євген Алиськевич (1937—1941),
- о. Іван Андрушків (1941—1942),
- о. Михайло Бутринський (1942—1953),
- о. Василь Козій (1990—1993),
- о. Степан Дідур (1993—1994),
- о. Мирослав Дудкевич (1995—2006),
- о. Орест Каспрук (з 2006).